# Giles Radice
Pour les articles homonymes, voir Radice.
Giles Heneage Radice, baron Radice, (né à Londres le 4 octobre 1936 et mort le 25 août 2022) est un homme politique britannique, membre travailliste de la Chambre des lords. Il est auparavant député de 1973 à 2001.

## Biographie

### Jeunesse
Giles Radice fait ses études au Winchester College et au Magdalen College d'Oxford. Il travaille comme agent de recherche pour le Syndicat des travailleurs généraux et municipaux et est président des Young Fabians de 1967 à 1968.

### Carrière parlementaire
Giles Radice se présente pour la première fois au Parlement à Chippenham en 1964 et 1966, mais arrive troisième à chaque fois. Il est élu député travailliste de Chester-le-Street lors d'une élection partielle en 1973 et siège jusqu'à 1983, puis est député de North Durham jusqu'à sa retraite en 2001.
Giles Radice est porte-parole sur l'éducation au sein du cabinet fantôme travailliste sous Neil Kinnock dans les années 1980. En tant que président du Treasury Select Committee, Radice contribue à rendre le comité de politique monétaire de la Banque d'Angleterre responsable devant le Parlement de ses décisions sur les taux d'intérêt. Il est membre de la sous-commission des affaires extérieures de la Chambre des Lords de l'Union européenne jusqu'en mars 2015.
Europhile, Giles Radice est l'un des cinq députés travaillistes à voter pour la troisième lecture du traité de Maastricht en 1993, défiant son parti, qui demandait de s'abstenir.
Il est nommé pair à vie en tant que baron Radice de Chester-le-Street dans le comté de Durham le 16 juillet 2001.
Lord Radice est membre du conseil consultatif du Center for British Studies de l'université Humboldt de Berlin depuis 1998.
Il est membre de la Fabian Society. Il est un ancien président de l'Association britannique pour l'Europe centrale et orientale (BACEE), et est président du Mouvement européen, 1995–2001. Il est également un ancien président de Policy Network, le groupe de réflexion international progressiste basé à Londres.

## Publications
- Diviser pour régner : le projet de loi sur les relations industrielles. (avec JON Vickers) Fabian Society, Londres. 1971 (ISBN 0-7163-0406-6)
- Socialisme communautaire. Fabian Society, Londres. 1979
- Égalité et qualité: un plan socialiste pour l'éducation. Fabian Society, Londres. 1986
- La voie du travail vers le pouvoir : le nouveau révisionnisme Palgrave Macmilan, 1989, (ISBN 978-0333480724)
- Offshore : la Grande-Bretagne et l'idée européenne IBTauris, 1992, (ISBN 978-1-85043-362-0)
- Les nouveaux allemands Michael Joseph, 1995, (ISBN 978-0718137809)
- Amis et rivaux Octagon Press, 2003, (ISBN 978-0-349-11734-8)
- Agendas 1980-2001 : Les journaux politiques de Giles Radice Orion, 2004, (ISBN 978-0-297-84900-1)
- La tortue et les lièvres : Attlee, Bevin, Cripps, Dalton, Morrison Politicos Publishing, 2008, (ISBN 978-1-84275-223-4)
- Trio: Inside the Blair, Brown, Mandelson Project IBTauris, 2010, (ISBN 978-1-84885-445-1)
- Southern Discomfort Fabian Society, 1992, 978-0716305552
- Plus d'inconfort au sud : un an après - taxer et dépenser Fabian Society, 1993
- Southern Discomfort Again (avec Patrick Diamond) Policy Network, 2010
- Southern Discomfort Again: One Year On (avec Patrick Diamond), Policy Network, 2011